# (12607) Alcaeus
(12607) Alcaeus ist ein Asteroid des mittleren Hauptgürtels, der am 24. September 1960 von dem niederländischen Astronomenehepaar Cornelis Johannes van Houten und Ingrid van Houten-Groeneveld entdeckt wurde. Die Entdeckung geschah im Rahmen des Palomar-Leiden-Surveys, bei dem von Tom Gehrels mit dem 120-cm-Oschin-Schmidt-Teleskop des Palomar-Observatoriums aufgenommene Feldplatten an der Universität Leiden durchmustert wurden.
Der Asteroid wurde am 24. November 2007 nach Alkaios von Lesbos benannt, einem antiken griechischen Lyriker und neben seiner Zeitgenossin Sappho der wichtigste Vertreter der äolisch-lyrischen Poesie. Er gehört zum alexandrinischen Kanon der neun Lyriker. Alcaeus ist die latinisierte Schreibung des Namens Alkaios. Nach Sappho ist der Asteroid des inneren Hauptgürtels (80) Sappho benannt.